# Гюпти
Гюптите или гюпци, понякога наричани египтяни или агупти (на албански: Egjiptian; на сръбски: Египћани/Egipćani или Ђупци/Đupci, на македонска литературна норма: Ѓупци) са албанизирани цигани, живеещи в Сърбия (предимно в Косово) и в Северна Македония.
Гюптите не трябва да се бъркат с египтяните от Египет. В някои краища на българските земи традиционно названието „гюпци“ е равнозначно на „цигани“.
Днес част от гюпците се самоопределя като отделна етническа група, призната от Сърбия.

## Произход
Наименованието „египтяни“ за народ, сроден или част от циганите, се появява на Балканите през XIII-XIV век. Техният произход не е добре изяснен. Според една от теориите агуптите са потомци на циганско племе, които претендират, че са дошли на Балканите от Египет. Според друга по-малко разпространена теория агуптите са потомци на египетски войници, които дошли на Балканите през IV век. Някои автори свързват произхода им с областта Малък Египет, локализирана в Пелопонес или Мала Азия. Една от хипотезите за тях е, че те представляват по-късна вълна в циганските преселения към Балканите и Европа.

## Местоживеене
Голяма част от гюптите живеят в Сърбия (предимно в Косово, но също така и в Централна Сърбия и Войводина) и Северна Македония, но също така живеят и в други части на бивша Югославия като Босна и Херцеговина, Черна гора, Хърватско, както и в Гърция и Албания.
Според преброяването през 1996 година в Косово живеят 87 000 гюпти, а според последното преброяване на населението в Северна Македония от 2002 година – 3713 души.
След Косовската криза през 1999 г. мнозина от тях бягат от Косово и са настанени в Централна Сърбия, Войводина и Черна гора.